# Tomorrow Corporation
Tomorrow Corporation je nezávislá herní vývojářská společnost sestávající ze tří členů: Kyle Gabler, Allan Blomquist a Kyle Gray a divize Experimental Gameplay Group. Všichni tři se setkali již při studiích a později působili v různých divizích  Electronic Arts. Gabler a Blomquist se v EA stávají neposednými a vydávají se na samostatnou dráhu. Gabler vytváří 2D Boy a pomáhá vytvořit World of Goo, Blomquist pomáhá s Wii platformou, zatímco Gray se stal hlavním designérem Henry Hatsworth in the Puzzling Adventure. Po těchto úspěšných krocích a zkušenostech se opět setkávají, a v roce 2010 zakládají Tomorrow Corporation. V roce 2012 produkují svůj první vlastní titul Little Inferno. Jejich další hra Human Resource Machine je na trh uvedena v říjnu 2015.
Kromě toho všichni tři podporují Experimental Gameplay Project, webové stránky vzniklé pro podporu nestandardního herního vývoje. Projekt původně začali Gabler a Gray při studiích na Carnegie Mellon University v roce 2005.. Cílem projektu bylo podpořit jednotlivé vývojáře k vytvoření funkčního prototypu hry v sedmi dnech založeného na daném abstraktním tématu, jako je gravitace nebo květiny. Projekt nebyl soutěží ale katalyzátorem pro ostatní vývojáře, a posloužil jako brainstorming a zamyšlení na skutečností, že herní koncept je jeden z velmi obtížných prvků herního vývoje. Vývojáři poté mohou dále pracovat na vývoji dle svého výběru; například World of Goo je založen na Tower of Goo , který byl jedním z původních příspěvků Projektu.